# قطر الحياة
قطر الحياة هي أغنية راب مصرية صدرت عام 2012 من ألبوم أصله عربي، الأغنية من ألحان شادي السعيد وكلمات وغناء أحمد مكي. تتناول الأغنية  الإدمان، وكيفية انزلاق الشباب في دوامة الإدمان، وما يترتب على ذلك من معاناة المدمن وعائلته، وكيف يفقد مع الوقت وتحت وطأة الادمان، انسانيته ويتحول إلى وحش يمكن ان يهدد أقرب الناس إليه. حققت الأغنية شهرة واسعة وحققت المركز الثاني في  قائمة أكثر عشرة مقاطع فيديو رواجًا بين المستخدمين على مستوى منطقة الشرق الأوسط خلال عام 2012.

## ردود الفعل
حازت الأغنية على إعجاب الكثيرون من ضمنهم دعاة إسلاميون، فقد وجه الداعية اليمني علي الجفري رسالة لمكي قال فيها: ” حينما يكون الفن رسالة بوركت احمد مكي وبورك فريق العمل”. وقال معز مسعود “ربنا يتقبل منك الرسالة الصادقة الموجعة اللي من القلب دي يا أحمد يا مكي.

## كلمات الأغنية
فـ كل لفة عقرب ساعة عمري بيتسرسب بيعدي
الناس والدنيا بتتغير حتى الحديد بيصدي
وأنا الوحيد واقف مكاني ثابت
في ناس إختارت سكة صابت، ناس تانية إختارت سكة خابت
إحساس قاسي وصعب لما الناس تشوفك فاشل
أبوك وأمك وأخواتك وصحابك شايفينك عاطل
قوم يابني إسعى وحاول، والله غلبت أحاول
ياما حاولت وقبل الجون ما ييجي يطلع فاول
معنديش مهارة وحتى كوسة وحوستي حوسة
ودوست بعد آخر البنزين بدوسة
فـ كل مقابلة شغلانة يتقالي لف نفسك
بشهادتك مدد بجنب أي حيط وخدلك بوسة
رجعت فلاش باك، حسبت سنين عمري تلاتين سنة، لقيت
حسبت تاني وتالت وإتخضيت
ببص في المرايا كام شعراية بيضة لقيت
وأبويا هو اللي لسا بيصرف عـ البيت
بتعامل من عيلتي على إني عالة وحالتي حالة
ثقتي بنفسي راحت، النجاح بقى إستحالة
نفسي أهرب من نفسي ومن حالتي ومن عيلتي ومن الدنيا
نفسي ألقى دنيا تانية أهرب ليها لو حتى ثانية
وفـ يوم قالهالي صاحبي واللي يدلك عـ الطريق
ميفدش الصاحب غير صاحبه، إسمع من الصديق
قالي في قاعدة ضرب حلوة بالليل عاملينها
سألته هاش؟ ضحك، قالي بيسة، قولتله لا أدمنها
قالي متخافش مش ممكن تدمن من أول شكة
أقنعني، بالليل فعلاً شكيتلي أول شكة
مفاصلي ساحت وإرتاحت وروحي راحت
بكلم نفسي من جوا وبرغي، من برة ساكت
همومي شبه تاهت والرؤية باهت فـ باهت
كل مشكلة كانت عندي في الدنيا ماتت وتاهت
عدت ساعات في ثانية، لقيت الصحبة قايمة
دخلت بيتي وش الفجر عيلتي كانت نايمة
دفنت نفسي تحت البطانية جسمي متلج
نمت فـ أقل من ثانية نومة واحد متبنج
قطر الحياة بيعدي بسرعة، سنة فـ سنة فـ سنة
وأنا زي ما أنا من لما كان عندي سنة
هي هي الحياة، هو هو أنا أنا
زهقت، طهقت من الحياة، تقدر تقول مليت أنا
صحيت وفوقت رجعت تاني للواقع والعكننة
عدى النهار بطيء كإنه كام شهر وسنة
نفسي النهار يعدي بسرعة وأضرب تاني
أرجع ملك زماني بعيد عن العالم اللي رماني
خلوني أضرب معاهم كل يوم وبتعزم
خلاص دخلت السكة والطريق بيترسم
فاجأني صاحبي فـ يوم قالهالي فـ وشي خف تعوم
أجيب فلوس منين ليا وليك نضرب كل يوم؟
شخشخ جيبك يا من قعدتنا دي تكون محروم
من النهاردة مفيش ضرب ببلاش، مفهوم؟ (مفهوم)
روحت وتاني يوم في معاد الضرب جسمي إتكهرب
كرابيج في ضهري ومناخيري سايلة وبتسرب
عاوز أضرب، منين أجيب فلوس؟ منين أجيب فلوس؟
بدأت أستلف من كل اللي أعرفه وأدوس
وحتى أخواتي خدت منهم ياما فلوس دروس
كله كرهني وبيهرب مني تقلت عـ النفوس
خمسين جنية فـ خمسين فـ مية فـ مية
بسرق يوماتي فلوس مـ البيت وكله شك فيا
نزلت بعت كل حاجة جاتلي فـ يوم هدية
خلصت فلوسي لحد فـ يوم ما جاتلي فكرة هي (هي)
دهب أمي، موبايل أختي، لابتوب أخويا
سرقتهم نزلت أهرب من البيت وقفني أبويا
حاول يمنعني، مسكني من إيدي جامد زقيته
إتخبط في الحيط وبصلي إزاي إبنه وأذيته؟
خد مني كل حاجة وتربس الباب غضب
ساعتها طلبت أغرب حاجة ممكن تتطلب
عاوز فلوس حالاً يا إما هرتكب جريمة
إتهمني بالجنون وإداني كام شتيمة
بيبان كل الأوض بتتفتح، عيلتي بتتفرج
لسا بيستوعبوا، يمكن ده جد يمكن بنهرج
سحبت بنت أختي تلات سنين ناحية شباك
هاتوا الفلوس لا أرميها، فجأة زاد الإرتباك
أمي بكت بحرقة قدامي، فوقت لثواني
رميتلي فلوس وبصوت عالي؛ مشوفش وشك تاني
إمشي ملكش أم، يا أبغض من شيطاني
خدت الفلوس وجريت عارف مش راجع بيتي تاني
قطر الحياة بيعدي بسرعة، سنة فـ سنة فـ سنة
وأنا زي ما أنا من لما كان عندي سنة
هي هي الحياة، هو هو أنا أنا
زهقت طهقت من الحياة تقدر تقول مليت أنا
خسرت كل أهلي وصحابي بقيت وحيد
ومنين هجيب فلوس لازم ألقى طريق جديد
فجأة إفتكرت جار من سني، ساكن لوحده طول عمره
أبوه في إعارة برة مصر وشهري فلوس يبعتله
شديته زي ما إتشديت أنا لنفس الطريق
لقيت مصدر فلوس جديد وبيت ولقيت صديق
نضرب سوى بفلوسه وفـ بيته ملناش ظهور
شقى سنين أبوه خلص كله فـ أربع شهور
وفـ ليلة بنضرب، جاتله مكالمة مصدقهاش
أبوه عرف إن إبنه بيسرقه إتنقل إنعاش
كل عصب في جسمي إتوتر، زودت الجرعة أكتر
الجرعة المعتادة خلاص مبقتش تأثر
شريط حياتي بيتعرض قدامي أغبر فـ أغبر
ضربت السم في عروقي، زودته أكتر وأكتر
نفسي أفنى وأخلص من الدنيا زي المياة أتبخر
كمان زودت سنة، جسمي كله إتلون أصفر
صاحبي إتفزع، قام وإتسرع، مالك أصفر ليه يا جدع؟
جسمك عرقان وبتترعش زي اللي من الحية إتلدع
رغم إني غرقان في العرق، جسمي متلج موجوع وجع
من خضتي جيت أصلب طولي، جسمي عـ الأرض إترزع
جسمي رافض لكل أمر مني، القوة إتهدت
والدنيا بتضلم تديرجي واحدة واحدة إسودت
آخر لقطة فـ حياتي شوفتها كانت مأساة
صاحبي مرعوب وبيراقب فراقي للحياة
قطر الحياة بيعدي بسرعة، سنة فـ سنة فـ سنة
وأنا زي ما أنا من لما كان عندي سنة
هي هي الحياة، هو هو أنا أنا
زهقت طهقت من الحياة تقدر تقول مليت أنا
عمري بسرعة إنتهى
رجعت شريط حياتي ملقتش فيه حاجة عدلة تتذكرلي عملتها
حياتي راحت مني كلها، ضيعتها
ندمان على كل لحظة غامقة فـ يوم أنا عيشتها
يا رب إديني فرصة تاني أرجع للحياة
همشي فـ طريقي صح لحد آخر منتهاه
دي حاجة صعبة فعلاً إنك تختفي من الدنيا 
والناس ما تفتكركش بحاجة حلوة لوجه الله 

## وصلات خارجية
- فيديو كليب أغنية قطر الحياة على يوتيوب